# Vidrenjak
Vidrenjak – wieś w Chorwacji, w żupanii sisacko-moslawińskiej, w gminie Velika Ludina. W 2011 roku liczyła 552 mieszkańców.